# Rosa Mazón
Rosa Mazón Valero (Torrevieja, 4 de enero de 1926 - Torrevieja, 30 de junio de 2012) fue matrona y la primera mujer que alcanzó la alcaldía de Torrevieja y en la provincia de Alicante.

## Biografía
Nació en Torrevieja el 4 de enero de 1926, hija de José Mazón Agulló y Concepción Valero Pérez, matrimonio que estaba al frente de una cantina en el Mercado de Abastos y que tuvo cinco descendientes: José, Antonio, Adela, Rosa y Joaquín.
Tuvo que trabajar desde niña, entre otros sitios en saladeros y en la partidora de almendra de la localidad tras la Guerra Civil. Luchadora desde bien joven, su afán de superación la llevó a compaginar, ya mayor (27 años), el trabajo con sus estudios de Bachillerato primero y el de ATS (Ayudante Técnico Sanitario) y, posteriormente, el de la especialidad de Obstetricia, profesión a la que después se dedicó por entero, asistiendo al nacimiento de varios miles de torrevejenses.
En 1948 se casó con el marino Pedro Valero Andreu, del que tuvo dos hijos, José Antonio y Pedro Alberto.
Encabezó la candidatura del Partido Socialista Obrero Español (PSOE) en las primeras elecciones democráticas tras la dictadura franquista, en el año 1979, obteniendo la mayoría absoluta con la que presidió el Ayuntamiento y en el que otorgó responsabilidades a todos los concejales electos, al margen de su pertenencia a distintos partidos políticos. En estas primeras elecciones democráticas de 1979 resultaron elegidas 101 alcaldesas en toda España, frente a 8362 alcaldes. En la Comunidad Valenciana fueron elegidas tres alcaldesas, dos en Valencia y Rosa Mazón en Alicante.
Revalidó la alcaldía con el PSOE, también con mayoría absoluta, en 1983, y continuó con su política de repartir las concejalías entre todos los elegidos en las elecciones, aunque dimitió, el 16 de enero de 1984, por diferencias con sus compañeros.
En 1987 regresó a la política municipal creando la formación local Candidatura Unida de Torrevieja (CUT) y formando parte como concejal de la corporación local bajo la presidencia de Joaquín García Sánchez (PSOE). El posterior apoyo de los cuatro concejales de su grupo a los cinco de Alianza Popular (AP) en la moción de censura del 20 de mayo de 1988 propició un cambio en la alcaldía a favor de Pedro Hernández Mateo (AP).
Ejerció el cargo de teniente de alcalde hasta su retirada definitiva de la política en 1991.
Murió el 30 de junio de 2012, en Torrevieja, tras una larga enfermedad degenerativa. La capilla ardiente se instaló en el salón de plenos del Ayuntamiento donde se le rindieron en el funeral honores de alcalde y se decretaron 3 días de luto en su honor. Fue una persona muy querida en Torrevieja, donde ayudó a venir al mundo a casi cuatro mil torrevejenses, sus chiguitos.

## Logros
Fruto de su gestión pública es la finalización de la red de alcantarillado, la carretera de circunvalación, la creación de la primera depuradora, el impulso de la creación del Colegio Público El Acequión, el primer subparque de bomberos, la apertura del primer Centro de Salud de la ciudad y la incorporación de la limpieza en las playas, entre otras cosas.
Rosa Mazón Valero tuvo el valor de ocupar por derecho espacios que, hasta ese momento, parecían vedados a la mujer, enseñando de esta manera el camino a otras muchas mujeres que ampliaron la brecha que se abrió, tanto a nivel político como profesional, en nuestra transición.

## Reconocimientos
Rosa Mazón recibió numerosas distinciones y homenajes, entre ellos el título de Hija Predilecta de Torrevieja, el premio Diego Ramírez Pastor (1983) y la medalla de oro del Colegio de Enfermería de Alicante. A su muerte, todos los grupos políticos de Torrevieja expresaron sus condolencias, subrayando sus valores democráticos. Una avenida de la ciudad lleva su nombre desde el año 2011.